# Кървавото кладенче
„Кървавото кладенче“ е местност и мемориална чешма в Стара планина (България), където е загинал главният апостол на Четвърти революционен окръг Георги Бенковски.
Кладенчето се намира на 3 километра южно от махала Костина на село Рибарица, в Тетевенския Балкан. Тук наблизо на 15 май 1876 г., след предателство е убит войводата в района на едноименната река. Турският аскер след убийството му измиват отсечената глава Апостола в близкото кладенче.
След известно време предателят Въльо, който е разнасял набучената на кол глава на Георги Бенковски, на лобното място на войводата поставя православен кръст, изработен от самият него. Десет години след тези мрачни събития историографът на Априлското въстание, Захарий Стоянов издълбава на близко дърво инициалите Г.Б., за да отбележи паметното място. За съжаление през 1950 г. при възстановителните работи по преустройството на паметника бука е отсечен.
Години по-късно по инициатива на Нейко Азманов се слага началото на честването на годишнините от смъртта на Георги Бенковски.Във връзка с тези чествания край тези исторически места е оформен парк с беседки за посетителите на честванията, които са придружени и от историческа възстановка, извършвана от местни от Рибарица артисти.
- Паметникът на Георги Бенковски при Кървавото кладенче